# Ojo (Nigeria)
El Área del Gobierno Local de Ojo forma parte del Estado de Lagos, en Nigeria.
Ojo es la sede de la Universidad del Estado de Lagos y la de Volkswagen AG en Nigeria.

## Historia
El Área del Gobierno Local de Ojo se creó en mayo de 1989. Antes de la creación del Área del Gobierno Local de Ojo, a partir del antiguo Gobierno Local de Badagry, la zona se determinó como la más poblada, en el censo nacional de población realizado en Nigeria en 1991, la población era de 1,01 millones. El Área del Gobierno local de Ojo está dividida en dos segmentos; en las riberas de los ríos y en las zonas montañosas. Está habitada principalmente por la tribu Awori. 
En 1996, bajo la administración militar del general Sanni Abacha, dos Gobiernos Locales fueron creados a partir del antiguo Gobierno Local de Ojo; Amuwo-Odofin y Ajeromi-Ifelodun.

## Ubicación
El Área del gobierno local de Ojo comparte fronteras con Alimosho y Amuwo Odofin al Este, con Badagry en el Oeste y en el Sur se cierra con varias lagunas, aunque también limita en el sur con el Océano Pacífico. También comparte frontera con el Gobierno Local de Amuwo-Odofin. El gobierno local tiene un total de 180 kilómetros cuadrados y alrededor del 30% son las riberas de los ríos. Hoy parte de esta Zona ribereña está siendo compartida por el Área de Desarrollo del Consejo Local de Oto-Awori. 

## Población
En el censo del año 1991 el área del gobierno local de Ojo tenía 213.837 personas, en el censo del año 2006 se registró un total de 598.071 habitantes.
Aunque los aborígenes mayoritarios son los Aworis, Ojo está habitado también por Igbos, Hausas y otros nigerianos.